# Bad Klosterlausnitz
Bad Klosterlausnitz település Németországban, azon belül Türingiában. Lakosainak száma 3326 fő (2023. december 31.). Bad Klosterlausnitz Weißenborn, Kraftsdorf, Hermsdorf, Schleifreisen, Bobeck és Waldeck községekkel határos.

## Népesség
A település népességének változása:
| Lakosok száma | 3472 | 3454 | 3384 | 3389 | 3326 |
|               | 2017 | 2019 | 2021 | 2022 | 2023 |